# Allophatnus
Allophatnus is een geslacht van insecten uit de orde vliesvleugeligen (Hymenoptera) en de familie Ichneumonidae.

## Soorten
- A. abdominalis (Szepligeti, 1916)
- A. aetnensis (Rudow, 1883)
- A. elegans (Szepligeti, 1908)
- A. fulvipes Cameron, 1905
- A. fulvitergus (Tosquinet, 1903)
- A. terminalis (Brulle, 1846)
- A. zonatus (Tosquinet, 1896)